# The Cartridge Family
«The Cartridge Family» (с англ. — «Семейное оружие») — пятый эпизод девятого сезона мультсериала «Симпсоны». Впервые вышел в эфир 2 ноября 1997 года. Сценарий был написан Джоном Шварцвельдером, а режиссёром серии стал Пит Мичелс.

## Сюжет
Симпсоны решают посетить футбольный матч, который рекламируют по телевизору. Но, в отличие от рекламы, матч оказывается очень скучным из-за медленности и сонливости игроков. Это приводит к массовой драке, в которой участия не принимают только Симпсоны, вовремя ушедшие со стадиона. После этого инцидента Гомер решает позаботиться о безопасности своего дома — покупает себе пистолет, поскольку приобрести дорогую сигнализацию на дом он отказывается. Гомеру пришлось ждать пистолета целых 5 дней! Но Гомер всё-таки дождался и купил его.
Мардж оружие в доме очень не нравится, и она запрещает Гомеру иметь его. Он, в свою очередь, предлагает Мардж отправиться вместе с ним на собрание Национальной Стрелковой Ассоциации (NRA). Там Гомера избирают пожизненным членом NRA. Гомер начинает пользоваться своим пистолетом повседневно, чем очень пугает Мардж, и тогда она ставит ему ультиматум — либо она, либо пистолет. Гомер обещает ей, что избавится от оружия, но просто прячет его в овощах, где его находят Барт и Милхаус. Обиженная Мардж уходит вместе с детьми и ночует в дешевой гостинице. Гомер приглашает членов NRA к себе домой на собрание, но те, увидев, как халатно Гомер обращается с оружием, изгоняют его из клуба.
Тогда Гомер решает найти свою семью и находит их в мотеле. Он извиняется за свои поступки и в то же время спасает мэра Квимби от Змея при помощи того же пистолета (ему помогли члены NRA). Поняв, что сам от пистолета он избавиться не может, он передает его Мардж и уходит вместе с детьми. Но Мардж тоже не собирается расставаться с оружием и тайно забирает его с собой, при этом позируя перед своим отражением в крышке бака.